# Яновский сельсовет (Алтайский край)
Яновский сельсовет — муниципальное образование со статусом сельского поселения и административно-территориальное образование в Заринском районе Алтайского края России. Административный центр — село Яново.

## Население
| 1997 | 1998 | 1999 | 2000 | 2001 | 2002 |
| ---- | ---- | ---- | ---- | ---- | ---- |
| 657  | ↗665 | ↗697 | ↗722 | ↗745 | ↘728 |
| 2003 | 2004 | 2005 | 2006 | 2007 | 2008 |
| ↘699 | ↘694 | ↗705 | ↗728 | ↗735 | ↘715 |
| 2009 | 2010 | 2011 | 2012 | 2013 | 2014 |
| ↘708 | ↘695 | ↘691 | ↘661 | ↘657 | ↘635 |
| 2015 | 2016 | 2017 | 2018 | 2019 | 2020 |
| ↗642 | ↘621 | ↘599 | →599 | ↗600 | ↘584 |
| 2021 |      |      |      |      |      |
| ↘578 |      |      |      |      |      |

По результатам Всероссийской переписи населения 2010 года, численность населения муниципального образования составила 695 человек, в том числе 344 мужчины и 351 женщина. Оценка Росстата на 1 января 2012 года — 661 человек.

## Населённые пункты
В состав сельского поселения входит 3 населённых пункта:
- посёлок Залесиха,
- посёлок Каменушка,
- село Яново.

- Комарчиха — упразднённое село, исключено из учётных данных в 1986 году[20].
- Притыка — упразднённый посёлок, исключён из учётных данных в  1983 году[20].